# لولو فراری
لولو فراری (انگلیسی: Lolo Ferrari؛ زاده ۹ فوریهٔ ۱۹۶۳ درگذشته ۵ مارس ۲۰۰۰) رقصندهٔ فرانسوی، ستارهٔ سکس، بازیگر زن فیلم‌های پورنو و همچنین بازیگر فیلم‌های هالیوودی بود. در مورد وی گفته شده‌است که «لولو فراری زنی بود که بزرگ‌ترین پستان‌ها را در دنیا داشت.» هرچند که سینه‌های او این اندازه را به صورت طبیعی نداشتند و با جراحی به دست آمده بودند.
او در سال ۱۹۹۵ به وسیلهٔ سینه‌های بزرگش در معرض توجه بین‌المللی قرار گرفت و در سال ۱۹۹۶ به عنوان دارندهٔ بزرگ‌ترین پستان‌ها، نامش در کتاب رکوردهای گینس فرانسه ثبت شد. در سال ۱۹۹۹ نیز به همین علت نامش در کتاب رکوردهای جهانی ثبت شد. در سال ۲۰۰۰ نیز از دنیا رفت. علت تاریخ مرگش را در آن زمان خودکشی اعلام کردند اما هنوز در مورد این شک بود که شاید به دست شوهرش به قتل رسیده. در سال ۲۰۰۷ فراری از اتهام خودکشی تبرئه شد.

## زندگی‌نامه
لولو فراری در کلرمونت- فرراندا به دنیا آمد و دررفت‌وآمد مکرر بین شهرهای مختلف رشد کرد. وی قبلاً گفته بود که کودکی غمگینی داشته‌است و در حالی کودکی خودش را سپری کرد که پدرش کنار آن‌ها نبود و مادرش نیز از او متنفر بود.
فراری در زمان نوجوانی در چند جا به عنوان مانکن کار می‌کرد که به عنوان یک دختر نوجوان، در آن زمان فعالیت زیادی بود.
در ۱۹۸۸ با اریک ویجن از دواج کرد. همسر او یک قاچاقچی مواد مخدر سابق بود و در زمان ازدواج ۱۵ سال بود که از زندان آزاد شده بود. او پس از ازدواج حرفهٔ مدلینگ خود را با مدیریت شوهرش ادامه داد. همچنین به عنوان یک روسپی زیر نظر شوهرش فعالیت می‌کرد. البته بعدها اریک ویجن را به دلیل مدیریت یک مؤسسهٔ فاحشه خانه دستگیر کردند.

## جراحی پستان
فراری در سال ۱۹۹۰ و به اصرار همسرش اقدام به افزایش سایز سینه‌هایش کرد. او با انجام عملیات‌های زیاد و سنگین توانست سینه‌هایی با اندازهٔ ۱۸۰ سانتی‌متر (۷۱ اینچ) به دست بیاورد. وی درون پستان‌هایش از یک حجم دهندهٔ سیلیکونی استفاده کرده‌است. (اندازهٔ واقعی پستان‌های والیوس ۳۷ اینچ است)

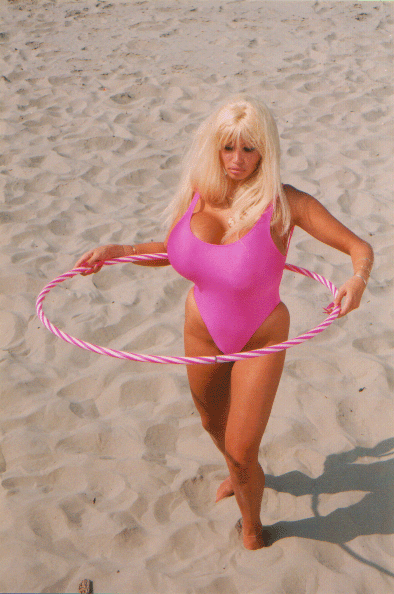
لولو فراری در حال رقص در فیلم کمپینگ کیهان که او در آن، نقش یک کاریکاتور از پاملا اندرسون را بازی می‌کند

او با انجام ۲۲ جراحی توانست نامش را به عنوان دارندهٔ بزرگ‌ترین پستان‌ها در گینس ثبت کند.
در کتاب رکوردهای گینس نوشته شده که هر یک از پستان‌های او ۲٫۸ کیلوگرم(۶٫۲ پوند) وزن داشت و سه لیتر سالین در آن‌ها بود. او به همین دلیل مجبور به پوشیدن سوتین مخصوصی بود که برایش طراحی شده بود؛ البته به اقتضای شغلش در بیشتر مواردی لباس زیر استفاده نمی‌کرد. از جراحی‌های او می‌توان نتیجه‌گیری کرد که بزرگ کردن سینه عوارض نیز دارد. والیوس به دلیل انجام جراحی‌های سخت در یک ناحیه از بدن، بعدها دچار بعضی از بیماری‌های پزشکی شد و مجبور شد تا با یک رژیم بسیار سنگین از مواد مخدر زندگی کند.
اندازهٔ پستان‌های والیوس توسط منابع مختلف؛ 58F و 54G و 54J اعلام شده‌است. البته ممکن است این اندازه‌گیری نادرست باشد زیرا مقایسهٔ سینه بندهای والیوس با سینه بندهای تقریباً مشابه از افراد دیگر نشان می‌دهد که اندازهٔ آن‌ها 36T یا 36MMM بوده‌است.
ایمپلنت‌های پستان او نیز مشهور هستند. چرا که طراحی آن‌ها بر عهدهٔ یکی از مهندسان بویینگ ۷۴۷ بوده‌است.
در مصاحبه ای از او در مورد سینه‌هایش سؤال پرسیدند و وی نیز در جواب گفت که: همهٔ اینها مسائلی بودند که باعث شدند نتوانم زندگی را تحمل کنم. اما نمی‌توانستم اینرا تغییر دهم. پس از عمل من وحشت زده شده بودم و درد داشتم. من فقط می‌خواستم چهره و بدنم را به چیزی غیر از اینکه هست تغییر دهم من حتی می‌خواستم بمیرم.
برخی روانشناسان نیز بر این باورند که او به بیماری دیسمورفو فوبیا مبتلا بوده.

## کار و حرفه
او پس از اینکه سینه‌هایش را جراحی پلاستیک کند با نام دیگر لولو، به روسپی گری مشغول شد. نام لولو، از کلمه ای عامیانه به معنی تعیین پستان گرفته شده‌است. همچنین گمان می‌رود که به لولا لولا، از. شخصیت‌های مارلین دیتریش در فرشتهٔ آبی دلالت دارد.
بعدها نام فراری را از روی نام پدربزرگ مادری خودش که در جنگ جهانی دوم کشته شده بود انتخاب کرد. وی بر سر این اسم با شرکت اتومبیل سازی فراری در ایتالیا درگیر شد و حتی کار به دادگاه هم کشید که در نهایت لولو فراری پیروز شد. او با این نام‌ها در تعدادی از فیلم‌های پورنو بازی کرد.
والیوس در تلاش برای ترویج خودش در سال ۱۹۹۵ و همراه با شوهرش در فستیوال فیلم کن حضور پیدا کرد و پس از آن هم برندهٔ مسابقات بزرگ‌ترین پستان اروپا شد و از آنجا بود که تبدیل به موضوع مورد علاقهٔ عکاسان شد و توجه بین‌المللی را به سمت خود جذب کرد.
لولو فراری، با بازی در فیلم کمپینگ هستی به همراه جان بوکای و به کارگردانی فرانسیس دِ اسمیت به شهرت زیادی رسید. مخصوصاً که این فیلم را برای جشنوارهٔ کن هم نامزد کرد. پخش شدن این فیلم در جشنوارهٔ کن و همین‌طور در طول برگزاری مسابقات قهرمانی بوکس اروپا باعث شد که فراری شهرت زیادی به دست بیاورد.
او بلافاصله پس از این اقدامات شروع کرد به نمایش‌های تلویزیونی. او در کانال ۴ از تلویزیون بریتانیا به‌طور منظم و به منظور تبلیغ، برنامه بخش می‌کرد. نمایش سکسی او با نام Eurotrash، در تلویزیون انگلستان بسیار طرفدار داشت.
اعتیاد او به مواد مخدر هزینه‌های زیادی داشت بنابراین او در رسانه‌های دیگری نیز مشغول به کار شد و در سراسر دیسکوهای اروپا تورهایی را برگزار می‌کرد. نمایش‌های تلویزیونی وی به این صورت بود که یک آهنگ پخش می‌شد و او به رقص همراه با برهنه شدن تدریجی می‌پرداخت.
والیوس امید داشت که کسب کار جدیدی در ضمیمهٔ آهنگ پاپ شروع کند. او دو تک‌آهنگ با نام‌های " مرا رها کن" و " کیسه‌های هوا ایجاد می‌شود " خواند. همچنین دو تک‌آهنگ دیگر که یکی از آن‌ها یک ترانهٔ کاباره ای بود با نام " رقص رقص رقص " که وی در کاباره‌ها همراه با این آهنگ‌ها می‌رقصید.
آهنگ دیگرش رو ی جلد مجلهٔ یورو تلما هیوستون آمد. نام این تک‌آهنگ مرا تنها در این راه" بود. البته هیچ‌کدام از کارهای والیوس مجوز آزاد تجاری نگرفت اما وی هنوز هم شهرت زیادی دارد. حتی می‌توان او را شناخته شده‌ترین فاحشهٔ دنیا معرفی کرد که نامش در کتاب گینس ثبت شده.

## فیلم‌شناسی
فراری بیشتر بر روی شغلش به عنوان یک فاحشه کار می‌کرد و تنها در ۱۰ فیلم و برای تبلیغ حرفهٔ اصلی اش بازی کرده‌است.

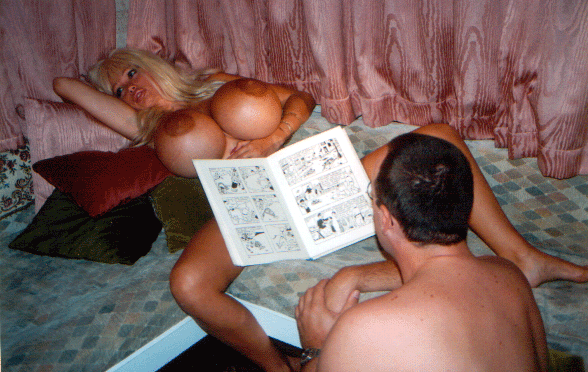
لولو فراری در فیلم کمپینگ کیهان در حال گوش دادن به داستان تن‌تن که توسط کلودی سه مال خوانده می‌شود. (یکی از صحنه‌های معروف فیلم که فراری در آن اولین ارگاسم خودش را با کلودی سه مال جلوی دوربین انجام می‌دهد)

| سال  | نام فیلم                                                                      | نام فیلم (به فارسی)                                               |
| ---- | ----------------------------------------------------------------------------- | ----------------------------------------------------------------- |
| ۱۹۹۶ | Big DD                                                                        | سینه‌های بزرگ                                                      |
| ۱۹۹۶ | Camping Cosmos                                                                | کمپینگ کیهان                                                      |
| ۱۹۹۶ | Double Airbags                                                                | کیسه‌های هوای دوتایی                                               |
| ۱۹۹۶ | Planet Boobs                                                                  | سیارهٔ پستان                                                       |
| 1997 | Lolo Ferrari Special - The Biggest Tits In The World                          | لولو فراری ویژه - بزرگ‌ترین پستان‌ها در جهان                        |
| 1998 | Mega Tits ۶                                                                   | مگا پستان ۶                                                       |
| ۱۹۹۹ | e King de ces Dames                                                           | شاه دیمز                                                          |
| ۱۹۹۹ | Quasimodo d'El Paris                                                          | ملکهٔ پاریس                                                        |
| 2006 | Der Generalmanager oder How To Sell A Tit Wonder (Directed by Steffen Jürgens | فروش پستان‌های گرد به دکتر Generalmanager (کارگردان: اشتفان جورگن) |

## دیسکو گرافی
تک آهنگ‌های لولو فراری که مجوز آزاد تجاری نگرفتند و در دیسکوها از آن‌ها استفاده می‌کرد.
- 1996: Air Bag Generation (CD Single - CD Maxi - Vinyl Maxi)
- 1996: Dance, dance, dance
- 1997: Don't leave me this way
- 1999: Set Me Free (jamais édité)